# Gardelegen
Die Hansestadt Gardelegen ist eine Mittelstadt im Altmarkkreis Salzwedel in Sachsen-Anhalt. Sie ist, nach Berlin und Hamburg, die der Fläche nach drittgrößte Stadt Deutschlands. Nur die Kernstadt weist städtische Strukturen auf, die übrigen 48 Ortsteile und die zahlreichen Wohnplätze liegen verstreut im ländlichen Raum. Überregional bekannt wurde Gardelegen durch das Massaker von Gardelegen, bei dem deutsche Soldaten in der Endphase des Zweiten Weltkriegs mehr als 1000 wehrlose KZ-Häftlinge ermordeten.

## Geographie
Gardelegen liegt in der südwestlichen Altmark zwischen Berlin und Hannover, nördlich von Magdeburg. Nachbargemeinden sind Klötze und Kalbe (Milde) im Altmarkkreis Salzwedel, Bismark (Altmark), Stendal und Tangerhütte im Landkreis Stendal sowie Burgstall, Westheide, Calvörde und Oebisfelde-Weferlingen im Landkreis Börde.
Seit der Gebietsreform 2011 zum 1. Januar 2011 und der Eingliederung von 18 ehemals selbstständigen Gemeinden ist Gardelegen mit 633,16 km² der Fläche nach die drittgrößte Stadt Deutschlands.
Gardelegen liegt im Norden der Colbitz-Letzlinger Heide, ist Teil der Mildeniederung und grenzt an die Zichtauer Hellberge. Zudem befindet sie sich im Niedermoorgebiet des Drömlings. Darüber hinaus ist der nahegelegene Truppenübungsplatz Altmark im Ortsteil Letzlingen ein Bundeswehrstandort in der Hansestadt Gardelegen.

### Stadtgliederung

#### Ortsteile
Insgesamt besteht die Hansestadt Gardelegen aus der Kernstadt Gardelegen und 48 Ortsteilen. Die Ortsteile sind in folgender Tabelle abgebildet, ergänzt um dazugehörige Wohnplätze und Kolonien.
- Ackendorf
- Algenstedt
- Berge
- Breitenfeld
- Dannefeld mit Kolonien
  - Sauergrund
  - Winkel
- Estedt
- Hemstedt
- Hottendorf mit Wohnplatz Luthäne
- Ipse mit Wohnplatz Drögemühle
- Jeggau mit Wohnplätzen
  - Eigenthum
  - Dudel
- Jerchel
- Jeseritz
- Jävenitz mit Wohnplatz Jäskau
- Kahnstieg
- Kassieck
- Kloster Neuendorf
- Köckte
- Laatzke
- Letzlingen mit Wohnplatz Theerhütte
- Lindenthal
- Lindstedt
- Lindstedterhorst
- Lotsche
- Lüffingen
- Mieste mit Kolonien
  - Breiteiche
  - Himmelreich
  - Hopfenhorst
  - Krügerhorst
  - Lenz
  - Werder
- Miesterhorst mit Wohnplätzen
  - Am Bahnhof
  - Birkhorst
- Peckfitz
- Potzehne
- Parleib
- Polvitz
- Roxförde
- Sachau mit Kolonie Breiteiche und Wohnplatz Kämeritz
- Schenkenhorst
- Seethen
- Sichau
- Siems
- Solpke mit Wohnplatz Sylpke
- Taterberg
- Tarnefitz
- Trüstedt
- Wannefeld mit Wohnplätzen
  - Finkenbucht
  - Kenzendorf
  - Neumühle
- Weteritz
- Wernitz
- Wiepke mit Wohnplatz Rothekrug
- Wollenhagen
- Zichtau
- Zienau
- Ziepel mit Wohnplatz Hoppenmühle

#### Ortschaften
Die Hansestadt Gardelegen besteht zudem aus 26 Ortschaften. Deren Ortschaftsräte sind u. a. an Entscheidungen bzgl. Aufgaben zu öffentlichen Einrichtungen, Veranstaltungen, Straßenbau, dem allgemeinen Ortsbild sowie Vereinsaufgaben beteiligt.
In der Ortschaftsverfassung der Hansestadt Gardelegen sind diese Ortschaften aufgeführt: Algenstedt, Berge, Breitenfeld, Dannefeld, Estedt, Hemstedt, Hottendorf, Jeggau, Jeseritz, Kloster Neuendorf, Köckte, Letzlingen, Lindstedt, Mieste, Miesterhorst, Peckfitz, Potzehne, Roxförde, Sachau, Schenkenhorst, Seethen, Sichau, Solpke, Wannefeld, Wiepke und Zichtau.
Die übrigen Ortsteile der Hansestadt Gardelegen bilden keine Ortschaften.

### Klima
|                        | Jan  | Feb  | Mär | Apr  | Mai  | Jun  | Jul  | Aug  | Sep  | Okt  | Nov  | Dez  |   |       |
| Mittl. Temperatur (°C) | 4,2  | 5,2  | 4,5 | 8,1  | 14,6 | 19,1 | 19,3 | 20,3 | 13,7 | 12,4 | 5,8  | 1,4  | ⌀ | 10,7  |
|                        |      |      |     |      |      |      |      |      |      |      |      |      |   |       |
| Niederschlag (mm)      | 30,2 | 54,3 | 3,4 | 32,1 | 35,7 | 26,5 | 29,6 | 25   | 60,7 | 24,2 | 30,4 | 60,4 | Σ | 412,5 |

|  |

|  |

|  |

|  |

|  |

|  |

|  |

|  |

|  |

|  |

|  |

|  |

|  |

|  |

|  |

|  |

|  |

|  |

|  |

|  |

|  |

|  |

|  |

|  |

## Geschichte

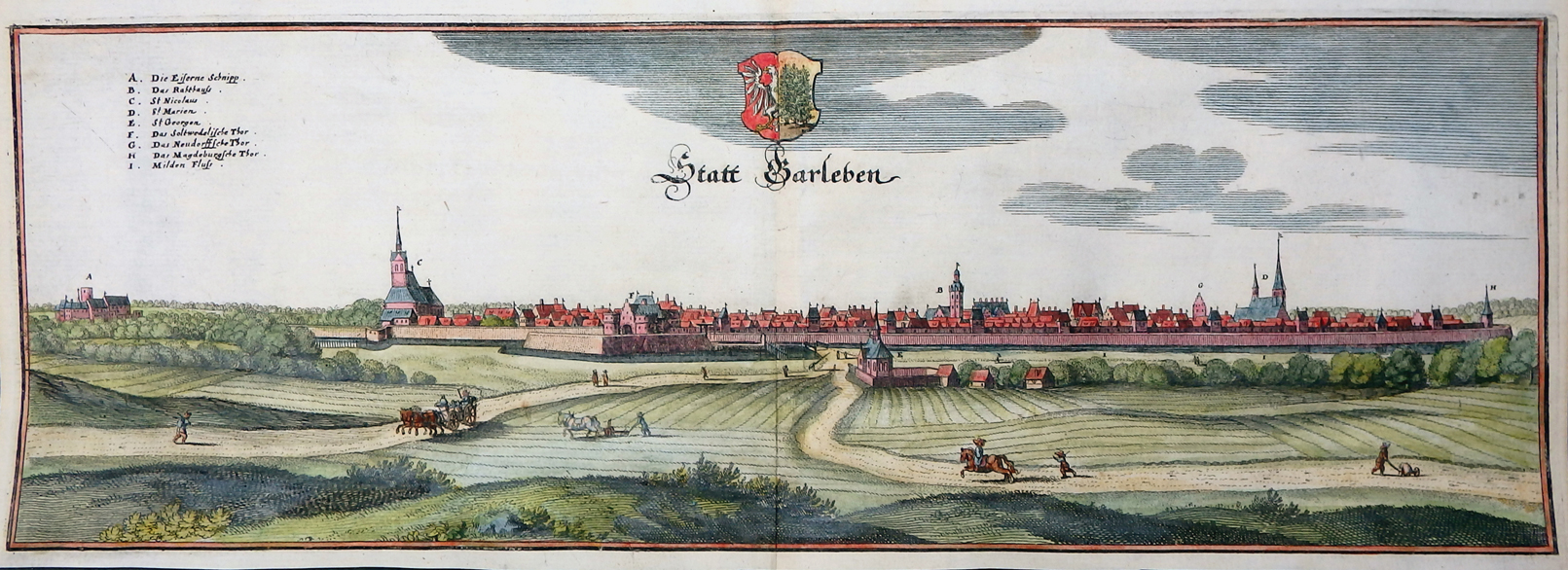
Gardelegen um 1650

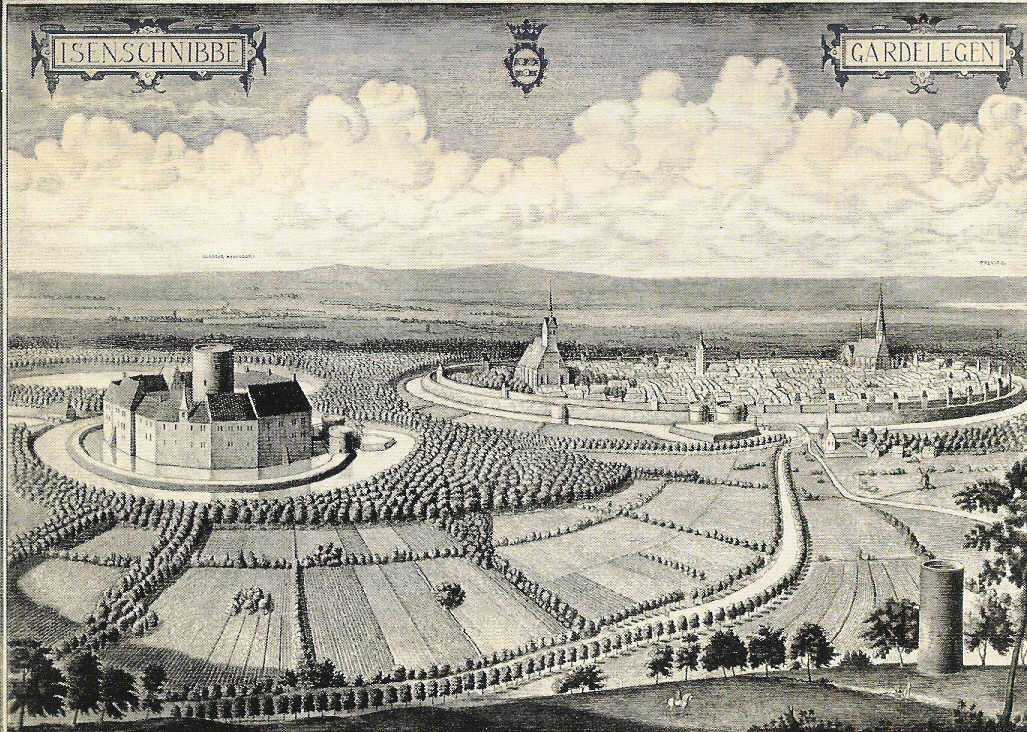
Burg Gardelegen

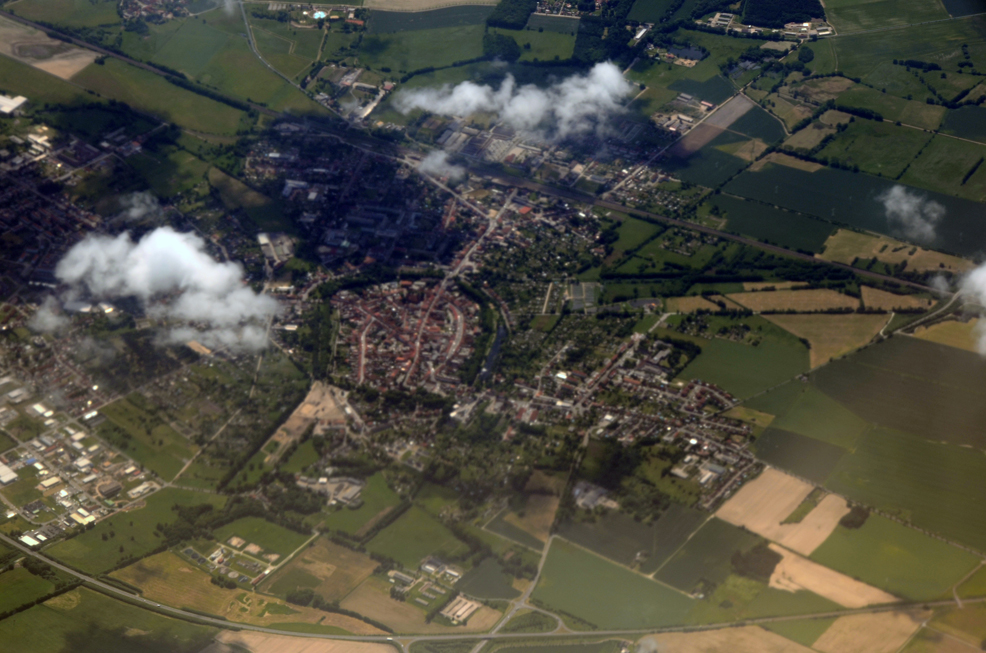
Luftbild der Kernstadt von Nordwesten

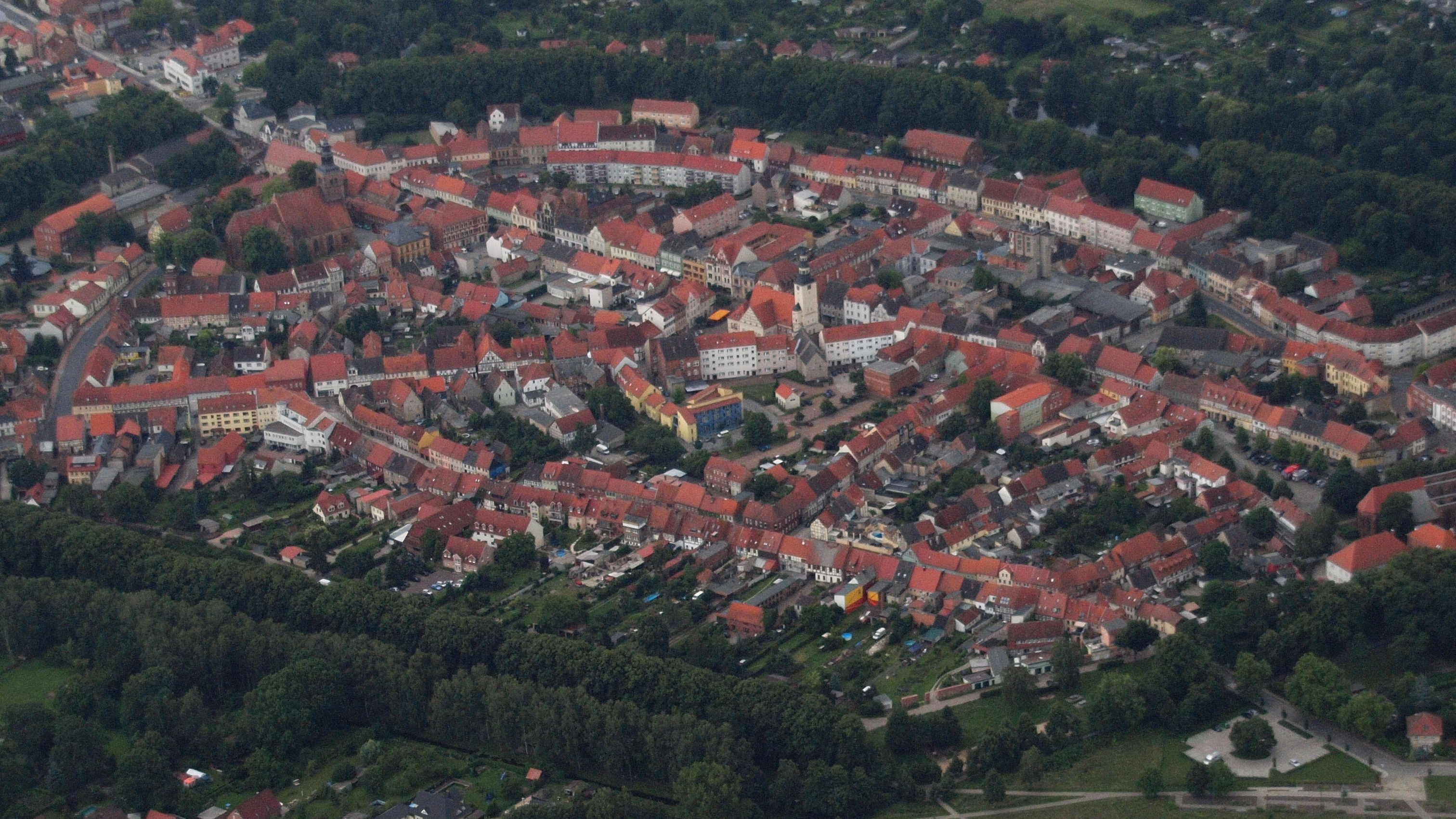
Innenstadt von Gardelegen, Luftaufnahme von Nordosten (2014)

### Mittelalter
Die erste schriftliche Erwähnung stammt aus dem Jahr 1121 als Gardeleve, als der Halberstädter Bischof Reinhard Satzung und Besitz des Klosters Schöningen bestätigte.
Eine Erwähnung Gardelegens als Sitz des Heinricus comes de Gardelege ist auf das Jahr 1186 datiert. Graf Heinrich von Gardelegen, ein Bruder Markgraf Ottos II. von Brandenburg, erscheint in diesem Jahr als Zeuge einer Urkunde des Bischofs von Brandenburg, die im Brandenburger Domstiftsarchiv liegt.
In der Lehensauftragung brandenburgischer Güter ans Erzbistum Magdeburg wird auch Gardelegen 1196 als „Stadt und Burg“ erwähnt. Kurze Zeit später wurden bedeutende Bauwerke errichtet: so entstanden die St. Marienkirche, die St. Nikolaikirche und das Rathaus, welche bis heute das Stadtbild prägen. Die Verleihung des Braurechtes erfolgte im Jahr 1314 von Markgraf Waldemar von Brandenburg. Seither war Gardelegen überregional für den Hopfenanbau und das Garleybier bekannt.
1316 erwarb die Stadt das Schulzenamt und damit die Hohe Gerichtsbarkeit. Gardelegen trat 1353 dem Altmärkischen Städtebund bei, zu welchem auch Stendal, Salzwedel, Tangermünde, Osterburg, Seehausen und Werben gehörten. Nachdem die Stadt Gardelegen nach Lübeck zum Hansetag eingeladen worden war, trat Gardelegen 1358 der Hanse bei. Trotz der günstigen Lage an Handelsrouten und der Begehrtheit des Hopfens spielte Gardelegen im Hanseverbund keine bedeutende Rolle. Im Jahr 1488 kam es zum Bierziesestreit mit dem brandenburgischen Kurfürsten Johann Cicero aufgrund einer willkürlichen Erhöhung des Steuersatzes. Infolgedessen wurde es der Stadt untersagt, weiteren Bündnissen anzugehören; gleichzeitig trat Gardelegen im selben Jahr aus der Hanse aus.

### Frühe Neuzeit
Im Jahr 1500 wurde durch Zufall ein Getränk erfunden, welches auch Jahrhunderte später noch unter dem Namen Garley bekannt ist. Das Garleybier gilt somit als älteste Biermarke der Welt. Bartholomaeus Rieseberg, ein Schüler des Reformators Martin Luther, hielt am 11. November 1539 eine Predigt in der St. Marienkirche, welche auch in Gardelegen die Reformation einläutete.
In etwa zur gleichen Zeit begannen die Bauarbeiten an den Wehranlagen zum Schutz der Stadt. 1553 war der Bau der vier Stadttore, bestehend aus Magdeburger Tor, Stendaler Tor, Salzwedeler Tor und Stadtmauer abgeschlossen. Zu dieser Zeit war Gardelegen aufgrund des Handels eine wohlhabende Stadt, das Rathaus wurde erbaut und eine Stadtschule entstand. Nachdem der ersterbaute Roland bei einem Feuer im Jahr 1526 zerstört wurde, prägte ab 1564 ein steinerner Roland das Stadtbild.
Während des Dreißigjährigen Krieges passierten zahlreiche Marodeure die Stadt. Während des Krieges, in der Zeit von 1626 bis 1648, besetzte Schweden die Stadt. Nachdem die Stadt geplündert und gebrandschatzt worden war, wurden der Wehranlagen weitgehend zum Wiederaufbau der Stadt genutzt. In den Jahren 1658, 1667 und 1685 zerstörten Stadtbrände große Teile Gardelegens, u. a. ausgelöst durch unsachgemäße Hopfentrocknung in den Hopfendarren. Zu Beginn des 18. Jahrhunderts wurde der Absatz des Garleybiers spürbar geringer. Nachdem der steinerne Roland beim Feuer im Jahr 1667 stark beschädigt worden war, brach er am 18. April 1727 gänzlich zusammen.
Im Jahr 1715 erhielt Gardelegen eine brandenburgisch-preußische Garnison, welche sie mit wenigen Unterbrechungen bis heute ist. Ein Teil des Königlich Preußischen 27. Infanterieregiments von Potsdam wurde 1725 bis 1806 von Friedrich Wilhelm I. nach Gardelegen verlegt.

### 19., 20. und 21. Jahrhundert
Nach Bildung des Kreises Gardelegen mit 144 Dörfern wurde Gardelegen im Jahr 1816 Kreisstadt. Im Jahr 1841 eröffnete Carl Koch die Manufactur zur Fabrication von Perlmutt-Knöpfen. Die Fabrik und ihre 13 weiteren Fabrikationsstätten waren Zeugnis der Industrialisierung in Gardelegen. Sie bestand 130 Jahre und liеß die Stadt zu einer deutschlandweiten Hochburg der Knopfherstellung werden. Ab etwa 1860 nutzten rheinische Dragoner die Stadt als Kavalleriestandort, ab Herbst 1866 Eskadronen des Ulanenregimentes Nr. 16. Während seiner 42-jährigen Amtszeit trägt Julius Beck ab 1881 zur Modernisierung der Stadt in großen Teilen bei: Elektrizität, Kanalisation, die Sanierung der Wallanlagen in einen Bürgerpark, die Gründung der Feuerwehr sowie die Modernisierung des Bestattungswesens sind Meilensteine seiner Amtszeit.
Entgegen dem Friedensvertrag von Versailles wurden ab 1936 drei wichtige Einrichtungen der deutschen Wehrmacht und Luftwaffe errichtet: der Fliegerhorst, ein Ausbildungszentrum für Fallschirmjäger des Fallschirmjägerregiments 1 sowie die Remonteschule zur Ausbildung der Kavallerie. 1937 wurde Gardelegen wieder Garnisonsstadt. In der Endphase des Zweiten Weltkrieges starben am 14. März 1945 52 Menschen bei einem Luftangriff der Eighth Air Force. Die Nikolaikirche und andere Gebäude wurden zerstört.
Im April 1945 wurden mehrere Tausend KZ-Häftlinge aus den geräumten Konzentrationslagern Mittelbau-Dora und Hannover-Stöcken in Transportzügen und auf Todesmärschen in die Altmark getrieben, viele von ihnen bis in die Stadt Gardelegen. Am 13. April 1945 ermordeten Mitglieder von SS und Wehrmacht, des Reichsarbeitsdienstes, des lokalen Volkssturms und der Hitlerjugend auf Anweisung des NSDAP-Kreisleiters Gerhard Thiele und mit Unterstützung von Bürgern der Stadt in der Isenschnibber Feldscheune 1016 KZ-Häftlinge. Dieses Massaker von Gardelegen war europaweit eines der größten nationalsozialistischen Todesmarsch- und Endphaseverbrechen des Zweiten Weltkrieges. Einen Tag später wurde die Stadt kampflos der US-Armee übergeben. Kurzzeitig wurde Gardelegen von britischen Besatzungstruppen besetzt; ab dem 1. Juli 1945 wurde Gardelegen Teil der Sowjetischen Besatzungszone. Truppen der Roten Armee rückten in Gardelegen ein und übernahmen den Fliegerhorst und die Remonteschule, die zwei noch intakten Einrichtungen von Luftwaffe und Wehrmacht.
1952 wurde Gardelegen Kreisstadt im Bezirk Magdeburg. 1960 wurde der erste Großbetrieb der Stadt, das Asbestzementwerk, eröffnet und gleichzeitig für dessen Angestellte das Wohngebiet Schlüsselkorb gebaut. Am 10. März 1964 schoss die sowjetische Flugabwehr in der Nähe der Stadt ein US-Aufklärungsflugzeug des Typs RB-66 ab. Der Besatzung warf man Spionage vor. Im Jahr 1973 wurde der Volkseigene Betrieb Polytherm (später zum Konzern Boryszew gehörend und einer der größten Arbeitgeber der Stadt) gebaut.
Nach der Wiedervereinigung wurden die denkmalgeschützte Altstadt und andere Teile der Stadt saniert. Sowohl die Schließung des Asbestzementwerks als auch anderer großer Arbeitgeber führten zu einer hohen Arbeitslosigkeit in Gardelegen. Ende Mai 1991 verließen die sowjetischen Truppen die Stadt, die seit den 1950er Jahren stationierten Einheiten der Grenztruppen der DDR lösten sich auf. Seither war Gardelegen vorerst keine Garnisonstadt mehr, bis 1994 die Errichtung des Gefechtsübungszentrums Heer der Bundeswehr auf dem Truppenübungsplatz Altmark begann. Gardelegen verlor den Kreisstadtstatus am 1. Juli 1994 und ist seitdem kreisangehörige Stadt des Altmarkkreises Salzwedel. Ein Teil des Altkreises gehört seither zum Landkreis Stendal. Das Industriegebiet, u. a. mit einem Glaswerk, einem Gelenkwellenwerk und Werke für die Automobilzulieferindustrie, entstand ab 1995.
Der Neuen Hanse trat Gardelegen 1995 bei und ist seit 1998 Teil des Altmärkischen Hansebundes. 275 Jahre nach seiner Zerstörung erhielt Gardelegen im Jahr 2002 einen neuen Roland. Wenige Monate später wurde der Komiker und Musiker Otto Reutter mit einer Bronzeskulptur im Stadtzentrum geehrt. Seit dem 28. Mai 2008 trägt die Stadt, als Mitglied des Hansebundes der Neuzeit, wieder den Namenszusatz Hansestadt.
Die Stadt war vom 24. bis zum 26. Juni 2011 Ausrichter des 15. Sachsen-Anhalt-Tages, der unter dem Motto „Auf allen Wegen – ab nach Gardelegen“ stattfand und von rund 150.000 Gästen besucht wurde. Ab dem Jahr 2017 präsentiert sich Gardelegen als Einheitsgemeinde.
Mit erklärter Zustimmung von Ortschaftsrat und Stadt pflanzte Ortsbürgermeister Gustav Wienecke mit Hans-Peter und Ingrid Baule sowie der Stifterin Ehrengard Dümpert-von Alvensleben am 14. Mai 2019 das Baumdenkmal für die Deutsche Einheit auf dem Dorfplatz von Wannefeld.

### Herkunft des Ortsnamens
Ausgehend von den Namensformen 1050–70 Gardeleue, 1121 Gardeleve, 1197 Gardelege, 1287 de Gardelegin wird der Ortsname auf das Grundwort -leben zurückgeführt und auf den Personennamen Gardo, demnach steht der Ortsname Gardelegen für „Hinterlassenschaft des Gardo“.

### Eingemeindungen
Am 1. Juli 2009 wurden die Gemeinden der Verwaltungsgemeinschaft Gardelegen Stadt nach Gardelegen eingemeindet und die Stadt somit Einheitsgemeinde. Am 1. Januar 2010 erfolgte die Eingemeindung von Jeseritz, Potzehne, Roxförde, Wannefeld, Wiepke und Zichtau. Zum 1. Januar 2011 wurden durch einen Beschluss des Landtags die Orte Breitenfeld, Dannefeld, Estedt, Hottendorf, Jävenitz, Jeggau, Jerchel, Kassieck, Köckte, Letzlingen, Lindstedt, Mieste, Miesterhorst, Peckfitz, Sachau, Seethen, Sichau und Solpke eingemeindet.

## Bevölkerung

### Stadt vor den Eingemeindungen
| Jahr | Einwohner |
| ---- | --------- |
| 1722 | [00]1.899 |
| 1730 | 2.533     |
| 1734 | 2.594     |
| 1740 | 2.503     |
| 1750 | 2.525     |
| 1770 | 2.474     |
| 1774 | 2.451     |
| 1780 | [00]3.320 |
| 1790 | [00]2.854 |
| 1801 | 3.382     |
| 1818 | 4.215     |

| Jahr | Einwohner  |
| ---- | ---------- |
| 1840 | 05.138     |
| 1848 | 05.270     |
| 1864 | 06.129     |
| 1871 | 06.227     |
| 1885 | 07.211     |
| 1895 | 07.575     |
| 1905 | 08.106     |
| 1910 | [00]08.490 |
| 1925 | 08.769     |
| 1939 | 10.759     |
| 1946 | 12.322     |

| Jahr | Einwohner |
| ---- | --------- |
| 1964 | 12.896    |
| 1971 | 13.225    |
| 1981 | 13.061    |
| 1985 | 13.529    |
| 1990 | 13.078    |
| 2000 | 12.206    |
| 2005 | 11.678    |
| 2010 | 14.315    |

Quelle, wenn nicht angegeben:

### Stadt nach den Eingemeindungen
| Jahr | Einwohner |
| ---- | --------- |
| 2015 | 23.148    |
| 2020 | 22.154    |
| 2021 | 21.980    |
| 2022 | 22.091    |
| 2023 | 21.964    |
| 2024 | 21.822    |

Stand: 31. Dezember des jeweiligen Jahres (Angaben des Statistischen Landesamtes Sachsen-Anhalt), ab 2011 auf Basis des Zensus 2011, ab 2022 auf Basis des Zensus 2022

### Kernstadt
| Jahr | Einwohner |
| ---- | --------- |
| 2012 | 10.238    |
| 2021 | 09.880    |
| 2022 | 09.903    |

## Religion
Die Volkszählung in Deutschland 2022 zeigte, dass von den 22.076 Einwohnern der Stadt 21,9 % der evangelischen und 2,3 % der katholischen Kirche angehörten.
Die evangelischen Christen gehören zum Pfarrbereich Gardelegen im Kirchenkreis Salzwedel im Bischofssprengel Magdeburg der Evangelischen Kirche in Mitteldeutschland.
Die katholischen Christen gehören zur Pfarrei St. Hildegard in Gardelegen im Dekanat Stendal im Bistum Magdeburg.

## Politik

### Stadtrat
Der Stadtrat von Gardelegen besteht aus 36 Mitgliedern und dem Bürgermeister. Die Kommunalwahl am 9. Juni 2024 führte bei einer Wahlbeteiligung von 62,1 % zu folgendem Ergebnis:
| Partei / Wählergruppe                     | Stimmenanteil 2019 | Sitze 2019 |        | Stimmenanteil 2024 | Sitze 2024 |
| ----------------------------------------- | ------------------ | ---------- | ------ | ------------------ | ---------- |
| CDU                                       | 28,6 %             | 10         | 34,6 % | 12                 |            |
| AfD                                       | 15,9 %             | 06         | 30,1 % | 11                 |            |
| SPD                                       | 17,3 %             | 06         | 16,7 % | 06                 |            |
| Die Linke                                 | 17,7 %             | 06         | 07,2 % | 03                 |            |
| Freie Liste                               | .                  | 01         | 03,2 % | 01                 |            |
| Bündnis 90/Die Grünen                     | .                  | –          | 03,0 % | 01                 |            |
| Einzelbewerber Frank Roßband              | 02,1 %             | 01         | 01,7 % | 01                 |            |
| Freie Wählergemeinschaft Südliche Altmark | .                  | 02         | 01,8 % | 01                 |            |
| FDP                                       | 02,7 %             | 01         | 01,1 % | –                  |            |
| Einzelbewerberin Nicole Wichmann          | –                  | –          | 00,6 % | –                  |            |
| Wählergruppen                             | .                  | 03         | –      | –                  |            |
| Insgesamt                                 | 100 %              | 36         | 100 %  | 36                 |            |

### Bürgermeister
Amtsinhaber (lückenhaft):
- 1881–1923: Julius Beck
- 1924–????: Walter Bethge
- 1945: ???? (von einem US-amerikanischen Stadtkommandanten eingesetzt)
- 1945–????: Johannes Hampe (SPD) (von der sowjetischen Kommandantur eingesetzt)
- 1951–????: Rolf Schwarz (NDPD)
- 1953–????: Franz Schröder (NDPD)
- (in den 1960ern): Fred Heinemann (SED)
- ????–????: Werner Heinker
- (in den 1980ern): Heinz Hubold
- 1983–1990: Peter Kwandt (SED)[40]
- 1990–1994: Hartmut Krüger (CDU)[41]
- 1994–2001: Hannelore von Baehr[42]
- 2001–2015: Konrad Fuchs (SPD)
- seit 2015: Mandy Schumacher (SPD)

Mandy Schumacher (bis 2019 Mandy Zepig) wurde in der Bürgermeisterstichwahl am 8. März 2015 mit 60,2 % der gültigen Stimmen gewählt. Am 6. März 2022 wurde sie mit 84,9 % der gültigen Stimmen in ihrem Amt bestätigt. Ihre Amtszeit beträgt sieben Jahre.

### Wappen
Das Wappen wurde am 5. Juli 2004 durch das Ministerium des Innern genehmigt.
Blasonierung: „Gespalten in Silber; vorn am Spalt ein golden bewehrter roter Adler, hinten auf grünem Boden wachsend drei an grünen Stangen emporrankende grüne Hopfenpflanzen mit Dolden und Blättern.“
Die Farben der Stadt sind Rot-Weiß-Grün.
Die ältesten bekannten Siegel stammen aus den Jahren 1309 und 1327 und zeigen bereits neben dem halben brandenburgischen Adler fünf Gerten, die offensichtlich schon Hopfenstangen darstellen sollten, da das Gewerbe der Bierbrauer schon zu Beginn des 14. Jahrhunderts in Gardelegen verbreitet war. Alle späteren Siegel und Wappen zeigen deutlich Hopfenstangen mit Blättern und Blüten, wobei es bald vier, bald drei Stangen sind. Heute sind es drei, was auch der Darstellung des am Stendaler Tor angebrachten, in Stein gehauenen Wappens von 1553 entspricht.

### Flagge
Die Flagge der Stadt ist Rot - Weiß - Grün (1:1:1) gestreift (Querformat Streifen waagerecht, Längsform Streifen senkrecht verlaufend) und mittig mit dem Stadtwappen belegt.

### Städtepartnerschaften
Gardelegen unterhält Partnerschaften zu folgenden Städten:
- Gifhorn in Niedersachsen
- Waltrop in Nordrhein-Westfalen
- Darłowo/Rügenwalde in Polen

## Sehenswürdigkeiten und Kultur

### Sehenswürdigkeiten

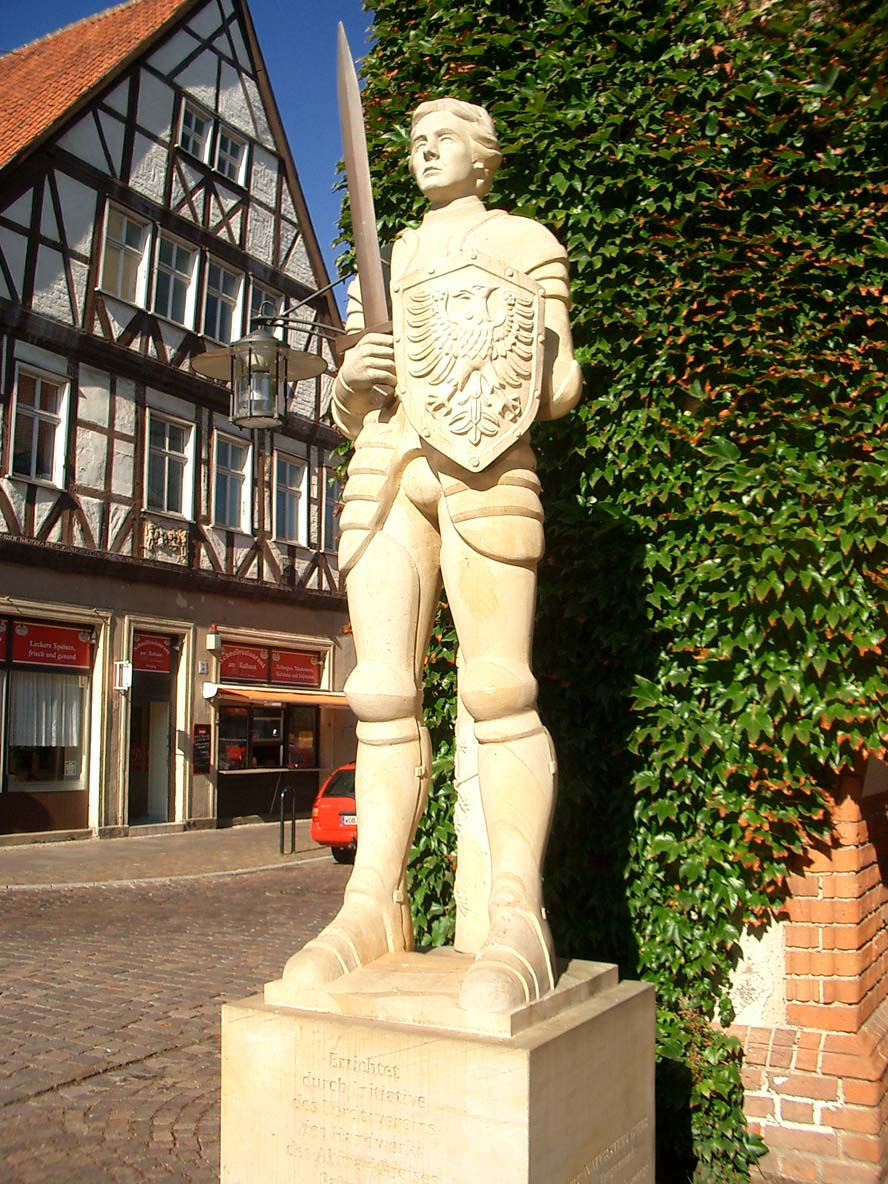
Roland in Gardelegen

- Wallanlage – die etwa 2,3 Kilometer lange Allee aus Linden umgibt fast die gesamte Innenstadt und ist Teil des Netzwerks Gartenträume Sachsen-Anhalt. Von 2003 bis 2007 wurde die Wallanlage denkmalgerecht saniert.[21]
- Rathaus mit seinem hohen Turm auf einem dreieckigen Platz im Stadtzentrum. Die auf ihm befindliche Roland-Statue, die 275 Jahre nach ihrem Zerfall am 18. April 2002 enthüllt wurde, verweist auf (frühere) Leistungen der Handwerkerzünfte und Kaufmannsgilden, den Stolz der Bürger und der Eigenständigkeit der Stadt.[21]
- alte Fachwerk- und Sandsteinhäuser in der Innenstadt[2]
- Otto-Reutter-Denkmal, eine Bronzefigur in der Fußgängerzone
- Schloss Isenschnibbe
- vier ehemalige Stadttore, bestehend aus:[2]
  - Salzwedeler Tor – das im 16. Jahrhundert erbaute Tor war bedeutender Teil der Stadtbefestigungsanlage. Die beiden Batterietürme, im Durchmesser 9 und 18 Meter, ergänzen die große Bastion, die letztmals im Jahr 2013 umfassend saniert wurde. Zuvor wurde das Tor im Jahr 1907 durch Otto Stiehl nach altem Vorbild rekonstruiert.[46]
  - Stendaler Tor – Reste des aus dem 16. Jahrhundert stammenden Stadttors.[47]
  - Magdeburger Tor – das Tor bestand aus nur zwei kleinen Tortürmen. Vom Tor befinden sich heute lediglich Reste auf der Wallanlage, ein Großteil fiel einer Straßenverbreiterung zum Opfer.[48]
  - Stadtmauer – Reste erhalten

### Kirchen und Klöster

#### Kernstadt

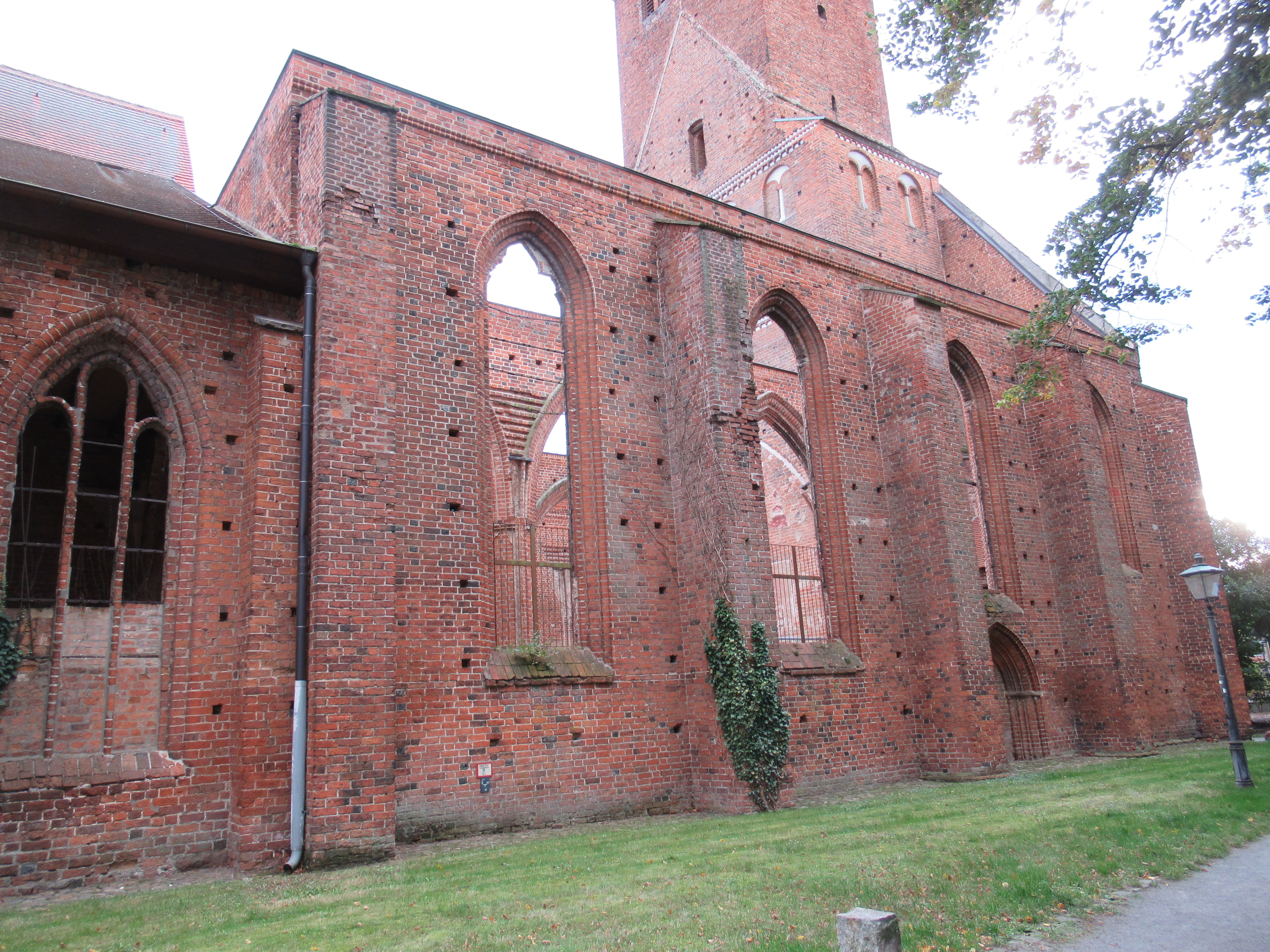
Nikolaikirche, Ruine seit Bombenangriff am 15. März 1945, Turm und Chor restauriert

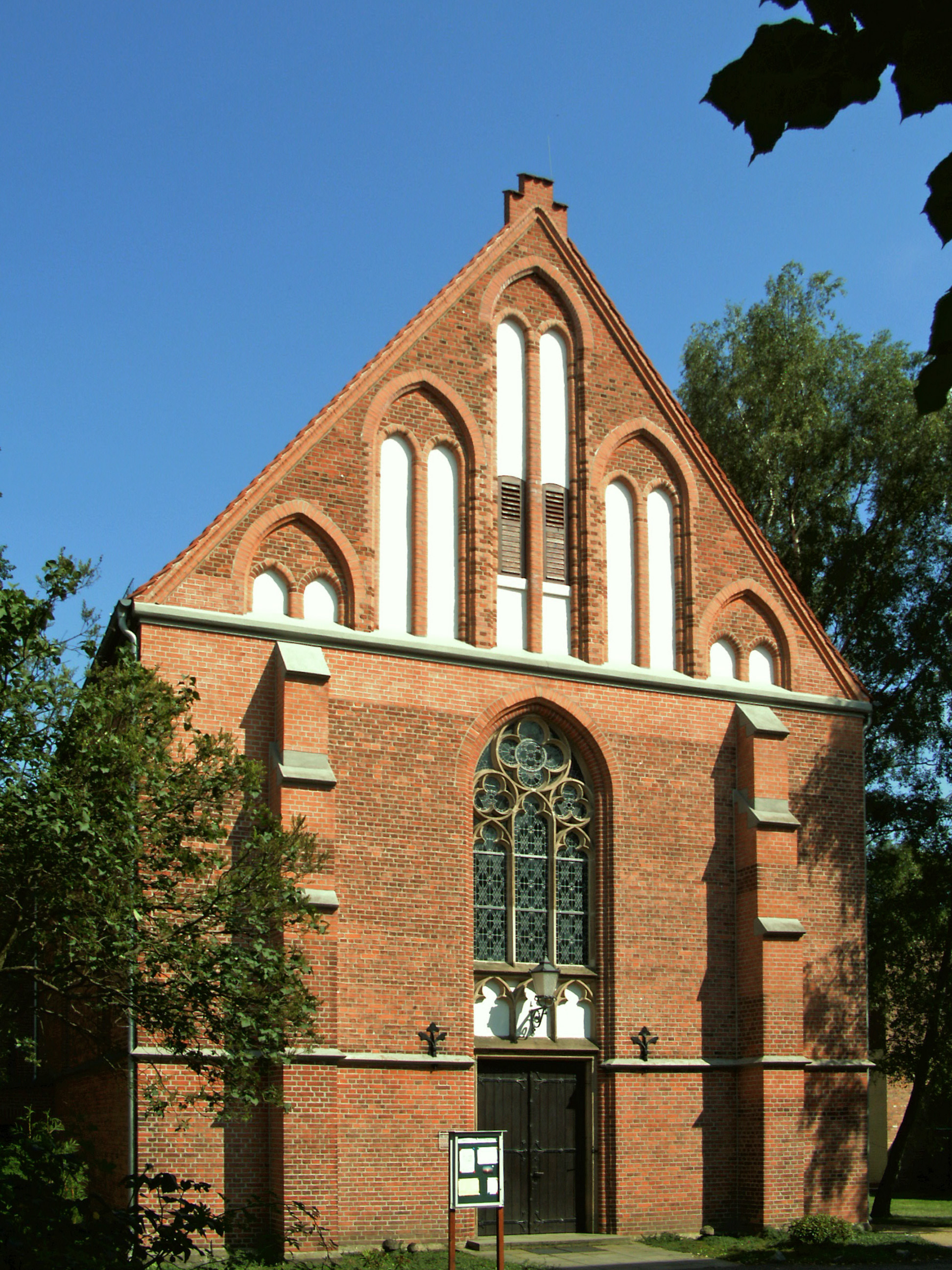
St.-Michael-Kirche

- Die evangelische Marienkirche, benannt nach Maria (Mutter Jesu), befindet sich an der Philipp-Müller-Straße. Das fünfschiffige Kirchengebäude wurde im Laufe der Jahrhunderte mehrfach baulich verändert.
- Die Nikolaikirche, benannt nach Nikolaus von Myra, befindet sich am Holzmarkt. Sie wurde ebenfalls im Laufe der Jahrhunderte mehrfach baulich verändert. Am 15. März 1945 wurde sie infolge des Zweiten Weltkriegs durch einen Bombenangriff fast vollständig zerstört, seither besteht sie als Ruine; lediglich der Turm und der Chor wurden wiederhergestellt. 1977 wurde sie von der evangelischen Kirchengemeinde entwidmet; zuletzt wurde der Chor für kulturelle Veranstaltungen genutzt.
- Die katholische Kirche St. Michael, benannt nach dem Erzengel Michael, befindet sich an der Philipp-Müller-Straße. Sie wurde 1898 im Baustil der Neogotik errichtet und 2002 um einen kleinen freistehenden Glockenturm bereichert.
- Die Kapelle St. Georg befindet sich an der Straße „Vor dem Salzwedeler Tor“, sie wird heute als Galerie genutzt.
- Eine neuapostolische Kirche befindet sich am Holzweg, ihre Gemeinde gehört zum Kirchenbezirk Stendal.

#### Sonstige
- Die Kirche des ehemaligen, aus dem 13. Jahrhundert stammenden Zisterzienserinnenklosters Neuendorf ist heute evangelische Pfarrkirche im Ortsteil Kloster Neuendorf.

### Gräber-, Mahn- und Gedenkstätten

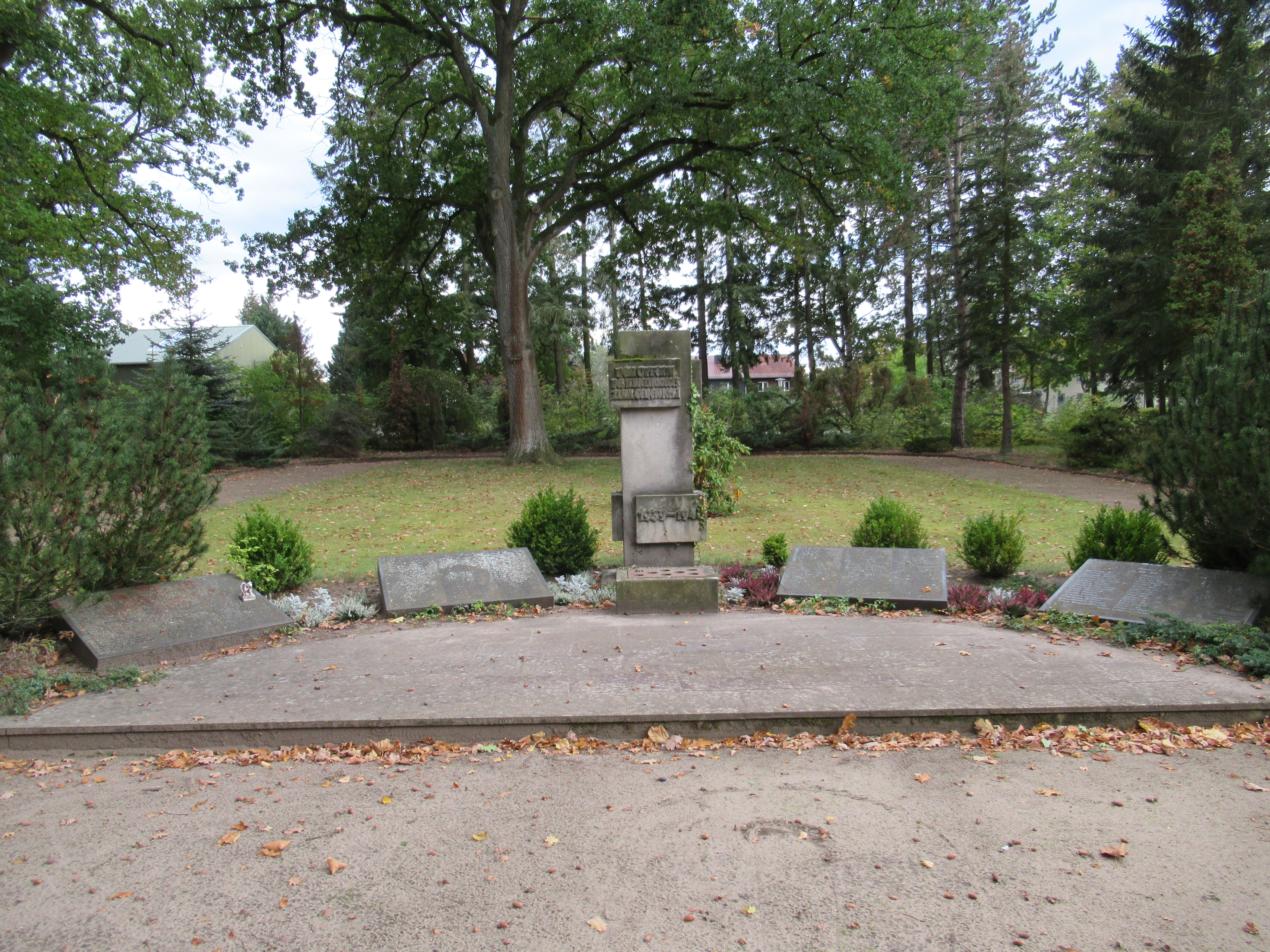
Kriegsgräberstätte (2. WK) auf Friedhof: Soldaten und Bombenopfer

- Kriegsgräberstätte auf dem Stadtfriedhof. Inschrift der Gedenkstele aus Sandstein: „Den Opfern des II. Weltkrieges zum Gedenken. 1939-1945“. Drei große, liegende Gedenktafeln zeigen die Namen von Soldaten (die überwiegend in Lazaretten der Stadt verstorben sind), eine vierte zeigt 49 Namen von Zivilisten mit der Inschrift „Beim Bombenangriff am 15. März 1945 starben“. Die Gedenkstele wurde nach 1989 als Ersatz für eine vorherige Stele aufgestellt. Auf der jetzigen Rasenfläche hinter Stele und Tafeln befanden sich die Einzelgräber der Opfer des Luftangriffs am 15. März 1945. Anlässlich des Volkstrauertages findet ein jährliches Gedenken an Opfer von Krieg und Gewalt statt.[49]
- VdN-Denkmal für Opfer des Faschismus: Am 12. September 1952 in der Stendaler Straße gegenüber dem Stendaler Tor eingeweiht, geschaffen von Rudolf Wewerka 1950 bis 1952. Im Jahr 2020 wurde das Denkmal saniert und restauriert. An diesem Platz stand zuvor eine Bronzeskulptur, die an die Toten des Ersten Weltkrieges erinnerte.[50]
- Grabstätten für KZ-Häftlinge und Zwangsarbeiter auf den Friedhöfen der Stadt und der eingemeindeten Ortsteile.
- Sowjetischer Ehrenfriedhof für 245 Rotarmisten und Kriegsgefangene.
- Gedenkstein für die jüdischen Opfer der Shoa auf dem Friedhof. Seit der feierlichen Enthüllung am 9. November 1988 findet alljährlich ein Gedenken zur Pogromnacht statt.[51]
- Stolpersteine zum Gedenken an die deportierten und ermordeten jüdischen Einwohner der Stadt.
- Baumdenkmal für die Deutsche Einheit auf dem Dorfplatz von Wannefeld.[22]

Gedenkstätte Feldscheune Isenschnibbe Gardelegen

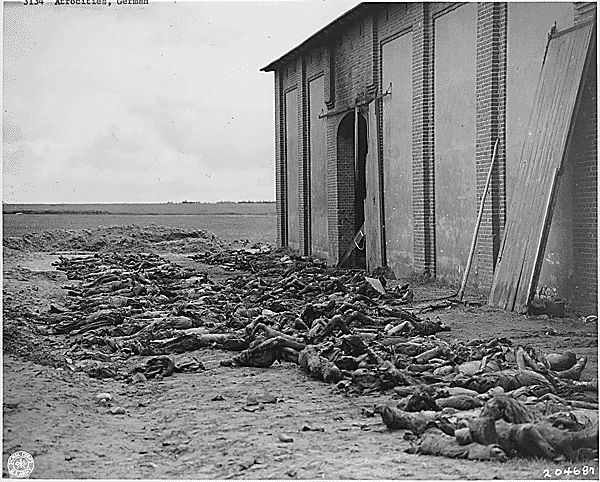
Mordopfer an der Isenschnibber Feldscheune

Am 13. April 1945 wurden in einer am nordöstlichen Stadtrand gelegenen Feldscheune des Gutes Isenschnibbe 1016 KZ-Häftlinge ermordet. An der Bewachung und Ermordung waren KZ-Wachmannschaften, Luftwaffensoldaten, Angehörige des Reichsarbeitsdienstes, des Volkssturms und andere lokale Akteure beteiligt. Den Befehl zum Massenmord gab der NSDAP-Kreisleiter Gerhard Thiele, der zwar 1946 in der SBZ in Abwesenheit verurteilt wurde, aber in der späteren Bundesrepublik untertauchen konnte und 1994 als „unbescholtener Bürger“ unter dem Namen „Gerhard Lindemann“ in der Nähe von Bochum starb.

### Bibliotheken
Gardelegen verfügt über eine die Stadt-, Kreis- und Gymnasialbibliothek. Die Bibliothek befindet sich zentrumsnah und veranstaltet regelmäßig Lesungen (u. a. mit Ulrike Folkerts, Dietmar Bittrich, Wolfram Schubert, Christian Kreis), Konzerte sowie weitere kulturellen Veranstaltungen.
Gemeindebibliotheken befinden sich in den Ortsteilen Letzlingen, Estedt, Jävenitz, Kloster Neuendorf sowie Lindstedt.

### Regelmäßige Veranstaltungen
- Neujahresempfang der Hansestadt Gardelegen
- Jahrestag des Massakers in der Isenschnibber Feldscheune
- Hansefest
- Metal Frenzy Open Air Festival, eine Metal-Veranstaltung, die erstmals im August 2014 im Gewerbegebiet Ost am Erlebnisbad der Hansestadt Gardelegen stattfand
- Unter dem Titel „Kultur an besonderen Orten“ veranstalten die Altmark Festspiele mit Sitz in Gardelegen seit 2014 Konzerte und Veranstaltungen unter dem Titel „Kultur an besonderen Orten“ in der gesamten Altmark. Träger der Festspiele ist seit 2017 eine gemeinnützige GmbH, die von sieben Unternehmern aus der Altmark gegründet wurde.[53]
- Regelmäßig finden sowohl im Schützenhaus Gardelegen als auch im LIW-Saal Veranstaltungen, z. B. Lesungen oder Konzerte, statt.

## Wirtschaft und Infrastruktur
Zu den größten Firmen in Gardelegen zählen die Eldisy GmbH, Wipag GmbH, AKT Altmärker Kunststofftechnik GmbH sowie die NTN Antriebstechnik GmbH.

### Ansässige Unternehmen
Die Garley-Brauerei existierte von 1314 bis 2013. Im 19. Jahrhundert gehörten Gardelegen und die Altmark zu den bedeutendsten Hopfenanbaugebieten Deutschlands. 2021 wurde die Garley-Brauerei wiederbelebt.

### Ehemalige ansässige Unternehmen
Seit dem Jahr 1911 war das Energieversorgungs-Kraftwerk EVM einer der größten Arbeitgeber Gardelegens. Nachdem große Abnehmer kündigten, wurde das Kraftwerk 1991 geschlossen. Im Jahr 1997 wurden die beiden markanten 50 bis 60 Meter hohen Schornsteine Langer Bruno und Gerissener Theo abgerissen.
Ikea ließ bereits zu DDR-Zeiten durch ihre Tochter Swedwood in Gardelegen Billy-Regale produzieren. Im September 2009 wurde mitgeteilt, dass die Produktion mit 250 Beschäftigten wegen Absatzproblemen eingestellt und an einen anderen Standort verlegt wird.

### Verkehr

#### Straßenverkehr
In Gardelegen kreuzen sich die Bundesstraßen B 71 Magdeburg–Bremerhaven und B 188 Burgdorf–Friesack.

#### Eisenbahnverkehr
Außerdem führen die Schnellfahrstrecke Hannover–Berlin und die parallel verlaufende Bahnstrecke Berlin–Lehrte durch den Ort. An letzterer befinden sich die insgesamt fünf Bahnhöfe der Stadt; neben einem Bahnhof in der Kernstadt Gardelegen gibt es Bahnhöfe in den Ortsteilen Miesterhorst, Mieste, Solpke und Jävenitz. Vom Bahnhof Gardelegen zweigte bis 1951 die Bahnstrecke nach Haldensleben ab. Heute ist über einen Teil dieser ehemaligen Strecke nur noch der Truppenübungsplatz Altmark in Letzlingen angeschlossen. Gardelegen wird meist im Stundentakt von Regionalbahnen in Richtung Stendal und Wolfsburg bedient.

#### Busverkehr
Der öffentliche Personennahverkehr wird unter anderem durch den PlusBus des Landesnetzes Sachsen-Anhalt erbracht. Folgende Verbindung führt durch Gardelegen:
- Linie 100: Salzwedel ↔ Klötze ↔ Gardelegen ↔ Haldensleben ↔ Magdeburg

Den Busverkehr im Altmarkkreis Salzwedel betreibt die Personenverkehrsgesellschaft Altmarkkreis Salzwedel mbH (PVGS) sowie den öffentlichen Rufbusverkehr in Gardelegen.

#### Flugverkehr
Der Flugplatz Gardelegen mit dem Status Sonderlandeplatz liegt westlich der Stadt und wird vom Fliegerklub Gardelegen betrieben.

### Bildung
In der Hansestadt gibt es folgende Schulen:
- Evangelische Grundschule Gardelegen
- Förderschule für Lernbehinderte „Rosa Luxemburg“
- Geistigbehindertenschule „Karl-Friedrich Wilhelm Wander“
- Grundschule „Johann Wolfgang von Goethe“
- Grundschule „Karl Friedrich Wilhelm Wander“
- Grundschule „Otto Reutter“
- Grundschule Jävenitz
- Grundschule Letzlingen
- Grundschule Mieste
- Gymnasium „Geschwister Scholl“
- Sekundarschule „Am Drömling“
- Sekundarschule „Karl Marx“

### Sport
Sportvereine der Stadt bieten verschiedene Sportmöglichkeiten, zum Beispiel ein Tennisclub oder Fußballvereine. Weiterhin lassen sich in verschiedenen Sporthallen, z. B. der Sporthalle Willi Friedrichs Basketball, Fußball, Reitsport, Rhythmische Sportgymnastik, Radball, Leichtathletik, Tischtennis, Volleyball und Schach spielen.
Erstmals fand im Jahr 2022 ein lokaler Wettbewerb auf der örtlichen Dirt Jump Anlage des Jugendförderungszentrums statt.
Der örtliche Fliegerklub Gardelegen betreibt Segel- und Motorflug sowie die dazugehörige Ausbildung. Die Hansestadt Gardelegen verfügt über drei Freibäder: das 3,3 ha große Erlebnisbad Hansestadt Gardelegen, das Freibad Potzehne und das naturbelassene Waldbad Zichtau.
Im November 1961 fand im Stadion Rieselwiese das Spitzenspiel der DDR-Oberliga zwischen Tabellenerstem Empor Rostock und Tabellenzweitem Motor Jena statt. Vor 6000 Zuschauern trennten sich beide Mannschaften mit einem torlosen Remis. Die Stadt war zudem einer der Austragungsorte der Fußball-Weltmeisterschaft 2006 der Menschen mit Behinderung.

## Sonstiges
Vom Ostdeutschen Sparkassenverband wurde die Hansestadt Gardelegen im Dezember 2020 als Kommune des Jahres ausgezeichnet. Unter dem Motto Wir für uns. initiierte die Stadt Maßnahmen und Hilfsangebote während der COVID-19-Pandemie. Im Jahr zuvor wurde Bismark mit dem Preis ausgezeichnet.

## Persönlichkeiten

### Söhne und Töchter der Stadt
- Joachim Magdeburg (1525–um 1587), lutherischer Theologe, Kirchenlieddichter und Komponist
- Andreas Pouchenius der Ältere (1526–1600), lutherischer Theologe
- Johann Magdeburg (um 1530–1565), evangelischer geistlicher Dichter
- Christian Francken (1550–1611), Jesuit und unitarischer Theologe
- Joachim Lange (1670–1744), evangelischer Theologe
- Lambert Gedicke (1683–1735/36), evangelischer Theologe und Kirchenlieddichter
- Johann Wilhelm Weinmann (1683–1741), Apotheker und Botaniker
- Ernst Christoph Nolte (1733–1761), evangelischer Geistlicher und Feldprediger
- Christoph August Tiedge (1752–1841), Dichter
- Friedrich Gottlieb von Busse (1756–1835), Mathematiker, Physiker und Hochschullehrer
- Johann Heinrich Busse (1763–1835), Geistlicher, Bibliothekar und Übersetzer
- Johann Wilhelm Bornemann (1767–1851), Direktor der preußischen Staatslotterie und Poet (Im Wald und auf der Heide)
- Henriette Louise von Kawaczynski (1790–1864), Kinderdarstellerin, Tänzerin und Theaterschauspielerin
- Ferdinand Graf von Alvensleben (1803–1889), Gutsbesitzer und Mitglied des preußischen Herrenhauses
- Ludolf Parisius (1827–1900), Heimatforscher
- Rudolf Lindau (1829–1910), Schriftsteller und Diplomat
- Fritz Kleist (1836–nach 1894), Lehrer und Kunsterzieher
- Jordan von Kröcher (1846–1918), Politiker
- Hans Wossidlo (1854–1918), Urologe
- Friedrich Zimmer (1855–1919), evangelischer Theologe, Gründer des Evangelischen Diakonievereins
- Bertha von Kröcher (1857–1922), Sozialreformerin, Gründerin der Vereinigung Konservativer Frauen (VKF)
- August Mertens (1864–1931), Naturschützer und Museumsleiter
- Otto Reutter (1870–1931), Komiker, Sänger und Schauspieler
- Hans Richard Heinmann (1875–1947), Maler und Graphiker
- Otto Gabcke (1882–1942), General
- Georg Rößler (1887–1952), Bürgermeister und Landrat in Gardelegen
- Werner Lindenau (1892–1975), Konteradmiral im Zweiten Weltkrieg
- Werner Preuß (1894–1919), Offizier
- Heinrich Detloff von Kalben (1898–1966), Offizier und Politiker
- Hans-Erich Teitge (1926–2000), Bibliothekar und Handschriftenforscher
- Elvira Lippitz (* 1927), Kommunalpolitikerin, im heutigen Ortsteil Jävenitz geboren
- Christa Stubnick (1933–2021), Leichtathletin
- Bernd-Jürgen Fischer (* 1943), Sprachwissenschaftler und Übersetzer
- Karl Martin Holzhäuser (* 1944), Fotograf und Hochschullehrer
- Arthur König (* 1950), CDU-Politiker
- Gudrun Kopp (* 1950), Politikerin (FDP), Parlamentarische Staatssekretärin
- Uwe Dag Berlin (* 1958), Schauspieler
- Armin Kleinau (* 1961), Politiker
- Simone Borris (* 1962), Politikerin, Oberbürgermeisterin von Magdeburg
- Raymond Hecht (* 1968), Leichtathlet
- Mandy Schumacher (* 1976), SPD-Politikerin
- Sandra Hietel-Heuer (* 1981), CDU-Politikerin
- Markus Matthias Krüger (* 1981), Maler
- Alexander Hübe (* 1983), Handballtorwart
- Valerie Schönian (* 1990), Journalistin und Buchautorin
- Isabelle Knipp (* 1993), Fußballspielerin
- Josefine Heinemann (* 1998), Schachspielerin

### Personen, die mit der Stadt in Verbindung stehen
- Gebhard XIV. von Alvensleben (erwähnt 1393–1425), Burgherr auf der Burg Gardelegen
- Werner II. von Alvensleben (erwähnt 1429–1472), Burgherr auf der Burg Gardelegen
- Bartholomaeus Rieseberg (1492–1566), evangelischer Theologe und Schüler Martin Luthers, starb hier
- Balthasar Crusius (1550–1630), 1586–1587 Rektor der Lateinschule in Gardelegen
- Karl August Lingner (1861–1916), der ODOL-Fabrikant lebt von 1877 bis 1883 in Gardelegen, erhält hier eine kaufmännische Ausbildung
- Hermann Westermann (1869–1959), 1909–1945 wohnhaft in Siems (heute Gardelegen), Gutsbesitzer und Politiker
- Gerhard Thiele (1909–1994), NSDAP-Kreisleiter in Gardelegen, einer der Verantwortlichen für das Massaker in der Isenschnibber Feldscheune
- Erhard Brauny (1913–1950), SS-Hauptscharführer, einer der Verantwortlichen für das Massaker in der Isenschnibber Feldscheune
- Richard W. Sonnenfeldt (1923–2009), US-amerikanischer Ingenieur und Autor, aufgewachsen in Gardelegen
- Helmut Sonnenfeldt (1926–2012), US-amerikanischer Regierungsbeamter, aufgewachsen in Gardelegen